# یواس‌اس ادواردز (دی‌دی-۶۱۹)
یواس‌اس ادواردز (دی‌دی-۶۱۹) (به انگلیسی: USS Edwards (DD-619)) یک کشتی بود که طول آن ۳۴۸ فوت ۳ اینچ (۱۰۶٫۱۵ متر) بود. این کشتی در سال ۱۹۴۲ ساخته شد.ادواردز در 19 جولای 1942 توسط شرکت کشتی سازی فدرال و شرکت Drydock، Kearny، New Jersey راه اندازی شد.